# Ringwereld
Ringwereld (Engels: Ringworld) is een sciencefictionboek van Amerikaans schrijver Larry Niven. Het boek won zowel de Hugo- als de Nebula Award.

## Verhaal
In 2855 wordt een onderzoeksexpeditie naar de Ringwereld gestuurd, een gigantische door onbekenden gebouwde wereld-ring om een ster. Nessus de poppenspeler, een buitenaards ras, vraagt Louis Wu, Teela Brown en de Kzin-strijder Spreker-tot-Dieren om met hem mee te gaan. Hun ruimteschip stort neer op de Ringwereld en in die uitgestrekte wereld blijken andere, weinig vriendelijke wezens te wonen.

### Beschrijving van Ringwereld

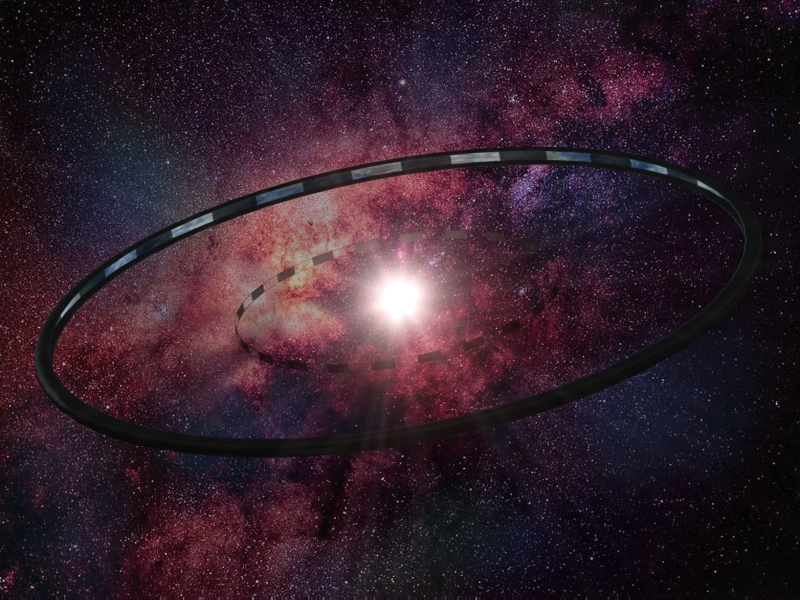
Ringwereld, de binnenste ring zijn de "schaduwvlakken" die voor dag en nacht zorgen.

Ringwereld is een kunstmatige ring met een breedte van ongeveer anderhalf miljoen kilometer die in een baan om een zon-achtige ster draait. De diameter van de ring is ongeveer 300 miljoen kilometer, zo groot als de baan van de aarde om de zon, de totale bewoonbare oppervlakte is ongeveer 3 miljoen keer zo groot als die van de aarde. De draaiing van de ring zorgt voor een kunstmatige zwaartekracht die ongeveer gelijk is aan die van de aarde. Langs de randen van de ring zijn muren van 1500 kilometer hoogte die de atmosfeer binnenhouden. Op enige afstand binnen de ring draait een tweede ring van schaduwvlakken, door de snellere draaiing hiervan zorgt deze voor een regelmatige afwisseling tussen dag en nacht. De nacht is echter nooit helemaal donker omdat gereflecteerd licht van de rest van de ring voor veel licht zorgt. Ook staat de zon overal op de ring altijd in het zenit, recht boven de bewoners.